# Distretto di Özalp

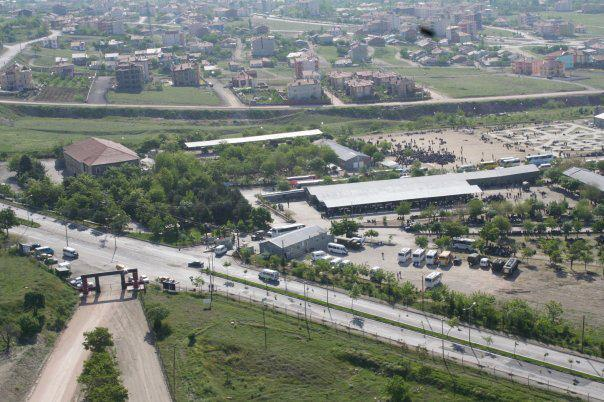
A view from Özalp district

Il distretto di Özalp (in turco Özalp ilçesi) è uno dei distretti della provincia di Van, in Turchia.